# 黄嘴鹊鵙
黄嘴鹊鵙（学名：[Corvinella corvina] 错误：{{Lang}}：文本有斜体标记（帮助））是伯劳科鹊鵙属（学名：[Corvinella] 错误：{{Lang}}：文本有斜体标记（帮助））的唯一一种。分布于从塞内加尔至乌干达的热带非洲，肯尼亚最西部亦有分布。其自然栖息地为亚热带或热带的湿润低地森林、干燥的稀树草原等。
白肩鹊鵙（[Urolestes melanoleucus] 错误：{{Lang}}：文本有斜体标记（帮助））曾属于该属，但在鸟类DNA分类系统中被划分为单独的白肩鹊鵙属（[Urolestes] 错误：{{Lang}}：文本有斜体标记（帮助））。